# Råshult

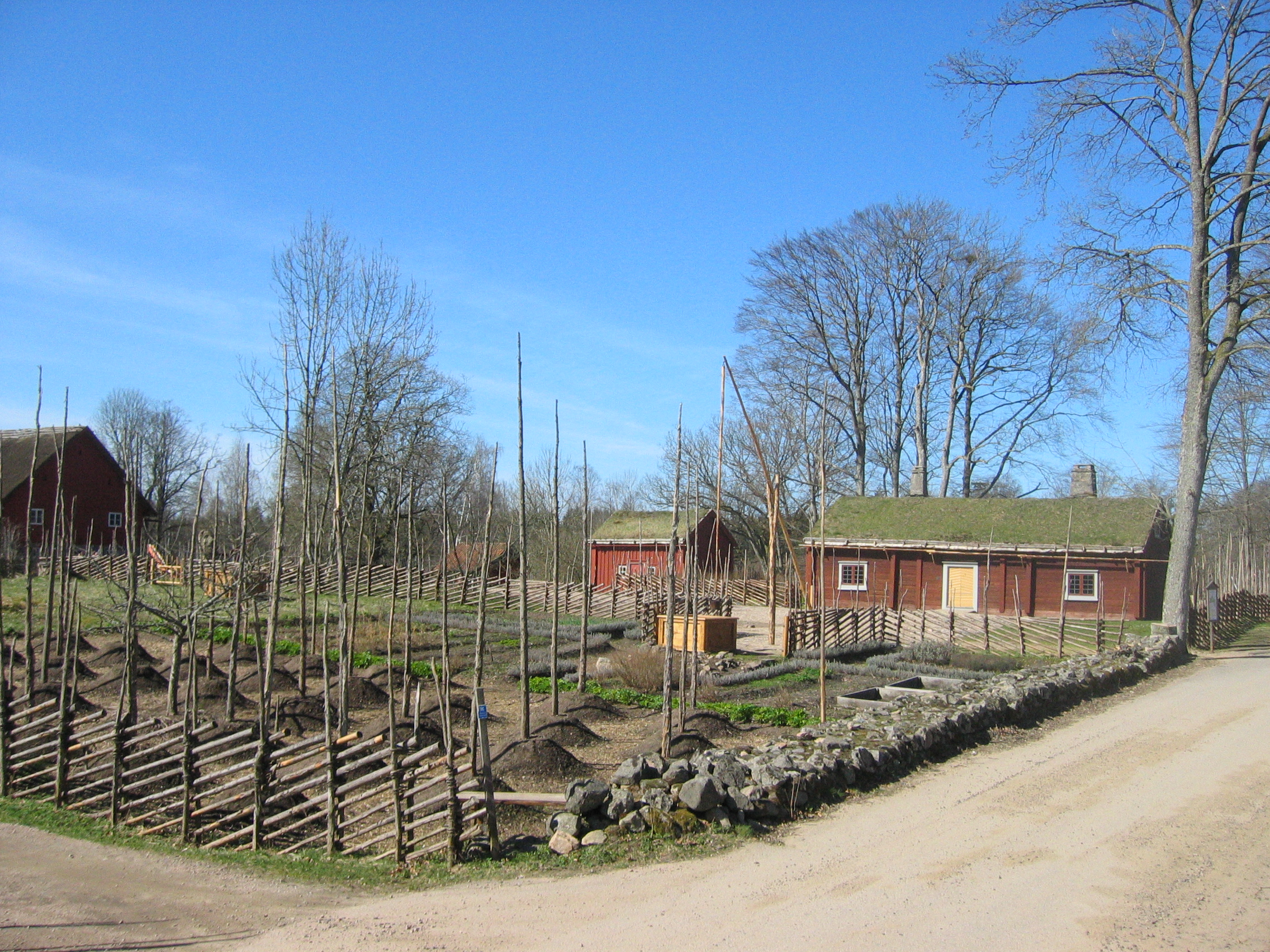
Lugar de nacimiento de CarlosLinneo

Råshult es una localidad ubicada al norte de Älmhult en el condado de Kronoberg, Småland, Suecia.

## Celebridades
- El científico Carlos Linneo nació aquí en 1707.[1]